# Thomas Digges

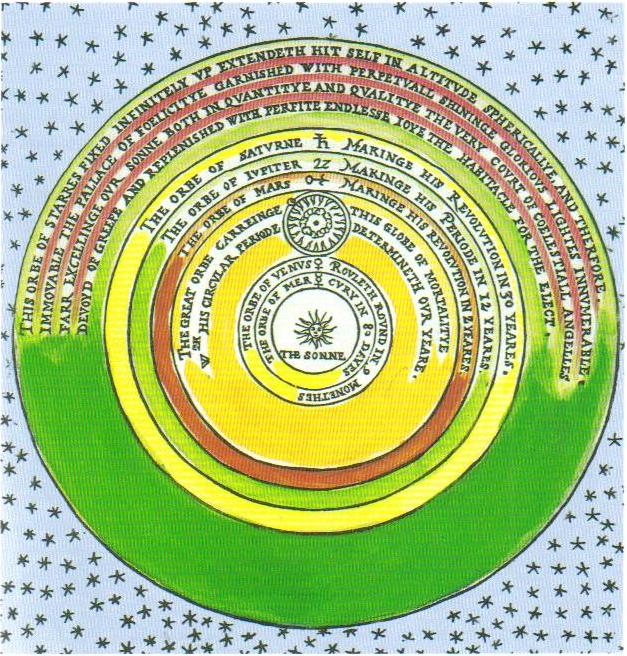
Illustration des kopernikanischen Universums aus Thomas Digges Buch

Thomas Digges (* 1546 in Wootton, Kent, England; † 24. August 1595 in London), Sohn von Leonard Digges, war ein englischer Kosmograph, Astronom, Mathematiker und Militäringenieur.

## Leben
Digges war von Haus aus wohlhabend, die Familie gehörte zur Aristokratie und besaß Güter in Kent. Allerdings verlor sein Vater Leonard (um 1520 bis um 1559) unter Queen Mary zeitweise seine Güter, da man ihn des Verrats bezichtigte (Teilnahme an der Wyatt-Verschwörung). Nach dem Regierungsantritt von Elizabeth I. erhielt Thomas Digges sie zurück. Sein Vater Leonard war wissenschaftlich tätig (Astronomie, Mathematik, Optik, Landvermessung, Kartographie, Militärtechnik), wahrscheinlich auch, um seinen Lebensunterhalt zu verdienen, während seine Güter beschlagnahmt waren. Er veröffentlichte 1556 Tectonicon, ein Handbuch der Landvermessung, und sein Sohn Thomas veröffentlichte weitere Arbeiten seines Vaters nach dessen Tod in den Büchern Pantometria und Stratioticos, allerdings mit vielen eigenen Zusätzen, so dass die Beiträge beider nicht zu trennen sind. Stratioticos beschäftigt sich vor allem mit dem Militärwesen und enthält eine der frühesten wissenschaftlichen Untersuchungen zur Ballistik in England. Außerdem veröffentlichte Leonard Digges 1553 den (auch astronomischen) Almanach Prognostication, der viele Auflagen bis 1605 erhielt. Er widmete den Almanach Lord Clinton, dessen Einfluss er es wahrscheinlich auch zu verdanken hat, dass er nicht im Rahmen der Niederschlagung der Wyatt-Verschwörung hingerichtet wurde.
Als Lehrer von Thomas gilt nach dem Tod seines Vaters der Naturphilosoph John Dee, mit dem er eng befreundet war. Für den Besuch einer der Universitäten Oxford oder Cambridge gibt es keinen Nachweis. Digges wirkte auch als Mitglied des englischen Parlaments (1572 und 1584) und war 1586 bis 1594 als General zuständig für die Versorgung in der englischen Armee, die als Hilfstruppen in den Niederlanden gegen die Spanier kämpften. Dabei diente er anfangs unter dem Earl of Leicester, der sein Patron war (er widmete ihm 1579 sein Stratioticos). Er schrieb auch eine Verteidigungsschrift für Leicester, nachdem dieser das Kommando in den Niederlanden niederlegen musste.
1582 war er verantwortlich für die Leitung der Arbeiten zur Befestigung von Dover und veröffentlichte 1581 einen Plan der Stadt, des Hafens und der Festung.
Eine der wesentlichen wissenschaftlichen Leistungen von Digges besteht in der Auseinandersetzung mit dem kopernikanischen Weltbild. Er wies nach, dass die Idee der Himmelsschalen wissenschaftlich nicht haltbar ist. In seinem Werk A Perfit Description of the Caelestial Orbes, das ein Anhang zu Prognostication Everlasting seines Vaters war, bekannte er sich als Kopernikaner (mit einer Übersetzung einiger Einleitungsteile von De Revolutionibus von Kopernikus) und erläuterte eine homogene Sternverteilung in einem unendlichen Universum. Damit wurde er zum Führer der frühen Kopernikaner in England. Nach Stillman Drake beeinflusste er mit dieser Abhandlung Giordano Bruno, der 1583 nach England kam und danach seine Idee eines unendlichen Universums entwickelte.
Wie sein Vater befasste Thomas Digges sich mit perspektivischen Gläsern. Er prägte den Namen Theodolit für das von ihm erfundene und benutzte Gerät zur vertikalen Winkelmessung. Das Gerät stellte einen der wesentlichen Entwicklungsschritte von den althergebrachten Dioptern auf dem Weg zum modernen Theodolit dar.
Digges setzte sich für die Popularisierung der Wissenschaft ein. Er befasste sich auch mit Navigation und kündigte in seinem Stratioticos mehrere in Vorbereitung befindliche Bücher zu Navigation, Festungsbau, Architektur und Ballistik an. 1573 veröffentlichte er eine Schrift über die Supernova SN 1572, die auch Tycho Brahe 1572 beobachtet hatte, und festigte damit seinen Ruf als beobachtender Astronom. Das Buch war Lord Burghley gewidmet. Für die Beobachtung des „neuen Sterns“ konstruierte ihm John Dee ein großes Winkelmessinstrument. 1579 schrieb er in Stratioticos, dass er an einem Kommentar zu De Revolutionibus von Kopernikus arbeite.

## Schriften
- mit Leonard Digges: A geometrical practise, named Pantometria. London 1571 (online; über Landvermessung und Kartenherstellung, der Abschnitt über geometrische Körper ist von Thomas Digges)
- Alae seu scalae mathematicae, 1573.
- Stratioticos, 1579.